# 威信停車場
威信停車場是一家停車場管理公司，於1962年起在西澳洲珀斯開業，目前在澳洲、紐西蘭、香港、新加坡、韓國和中國等地營運。現時於香港管理約280多個停車場，車位合共60,000多個。香港威信停車場及國內威信停車場同為香港新鴻基地產發展有限公司擁有的全資附屬公司。

## 公司概况
威信停車場管理（控股）有限公司（英語：Wilson Parking (Holdings) Limited）是威信集團的全資子公司，1983年在香港成立，其後於1991年由新鴻基地產發展有限公司收購。

## 管理項目

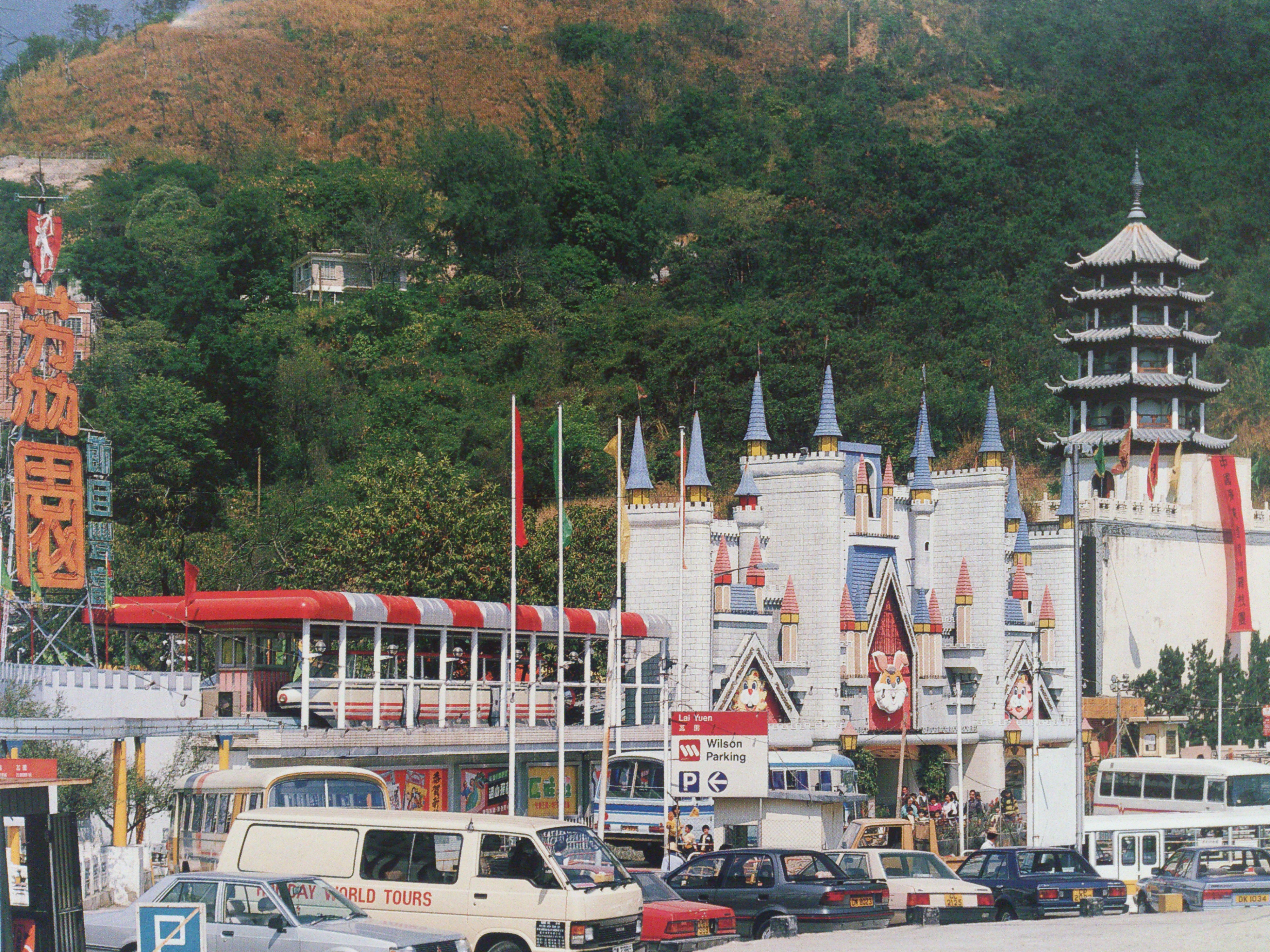
荔園入口的停車場由威信管理

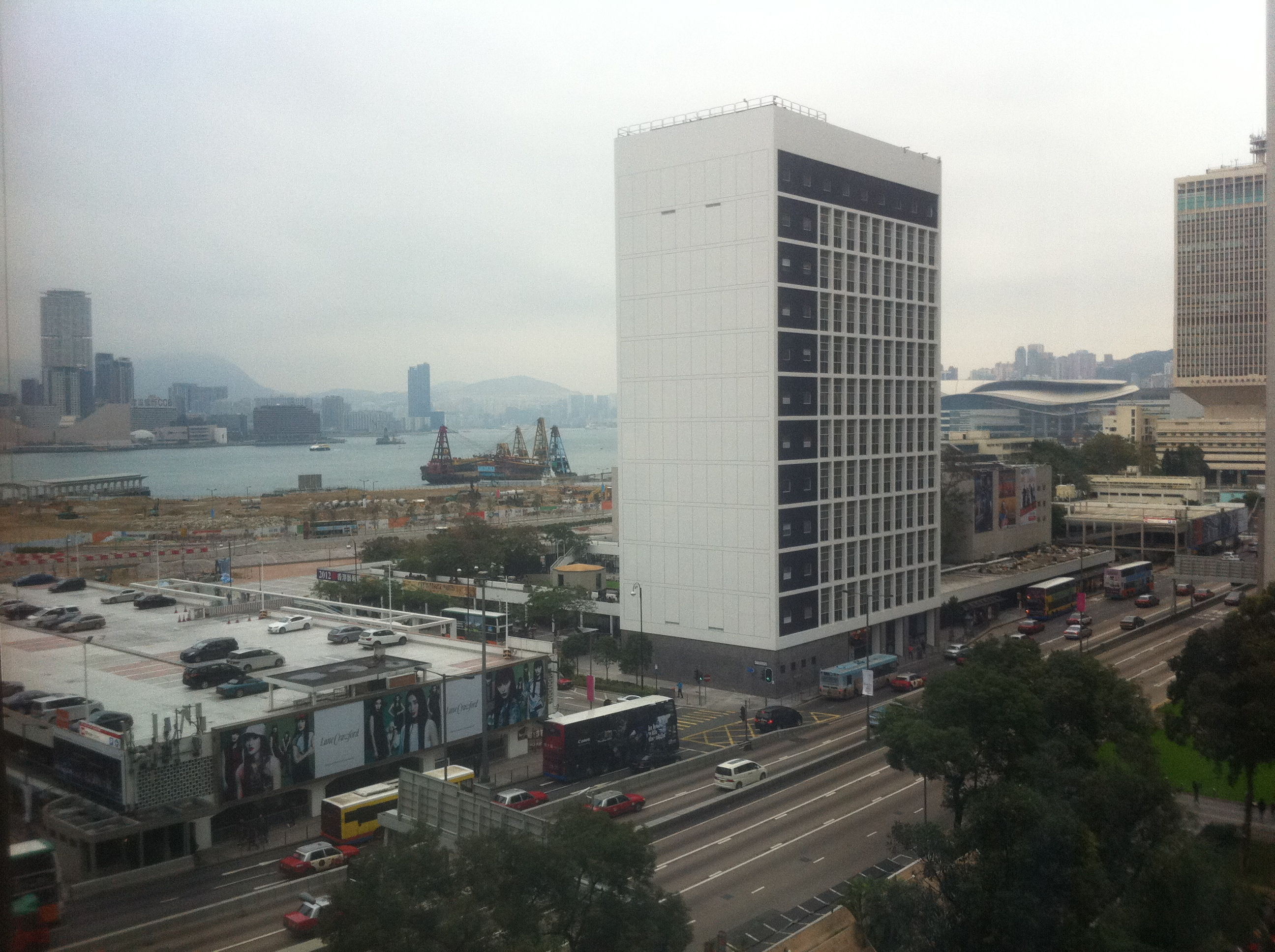
香港大會堂的停車場由威信管理

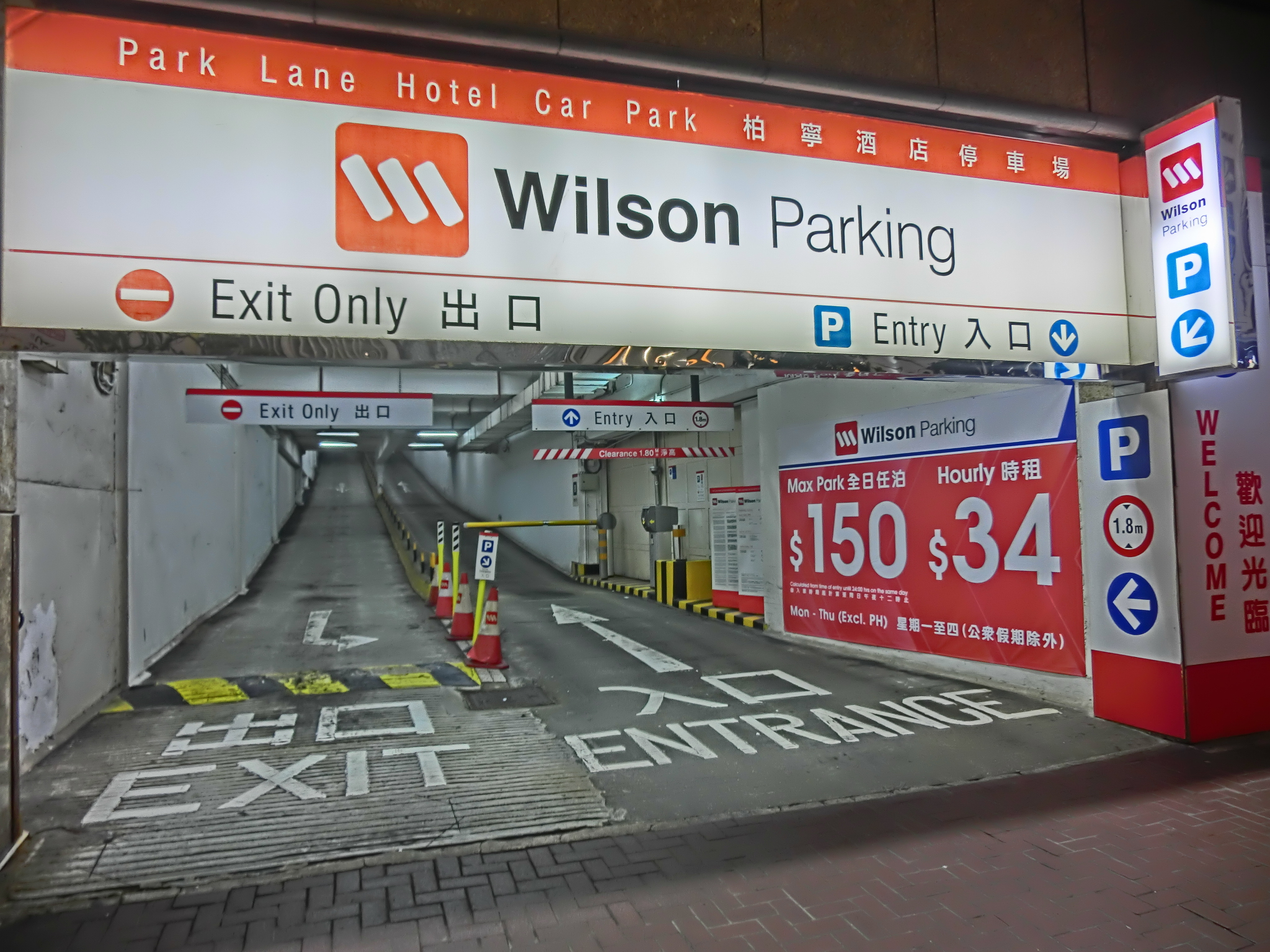
位於柏寧酒店的停車場入口

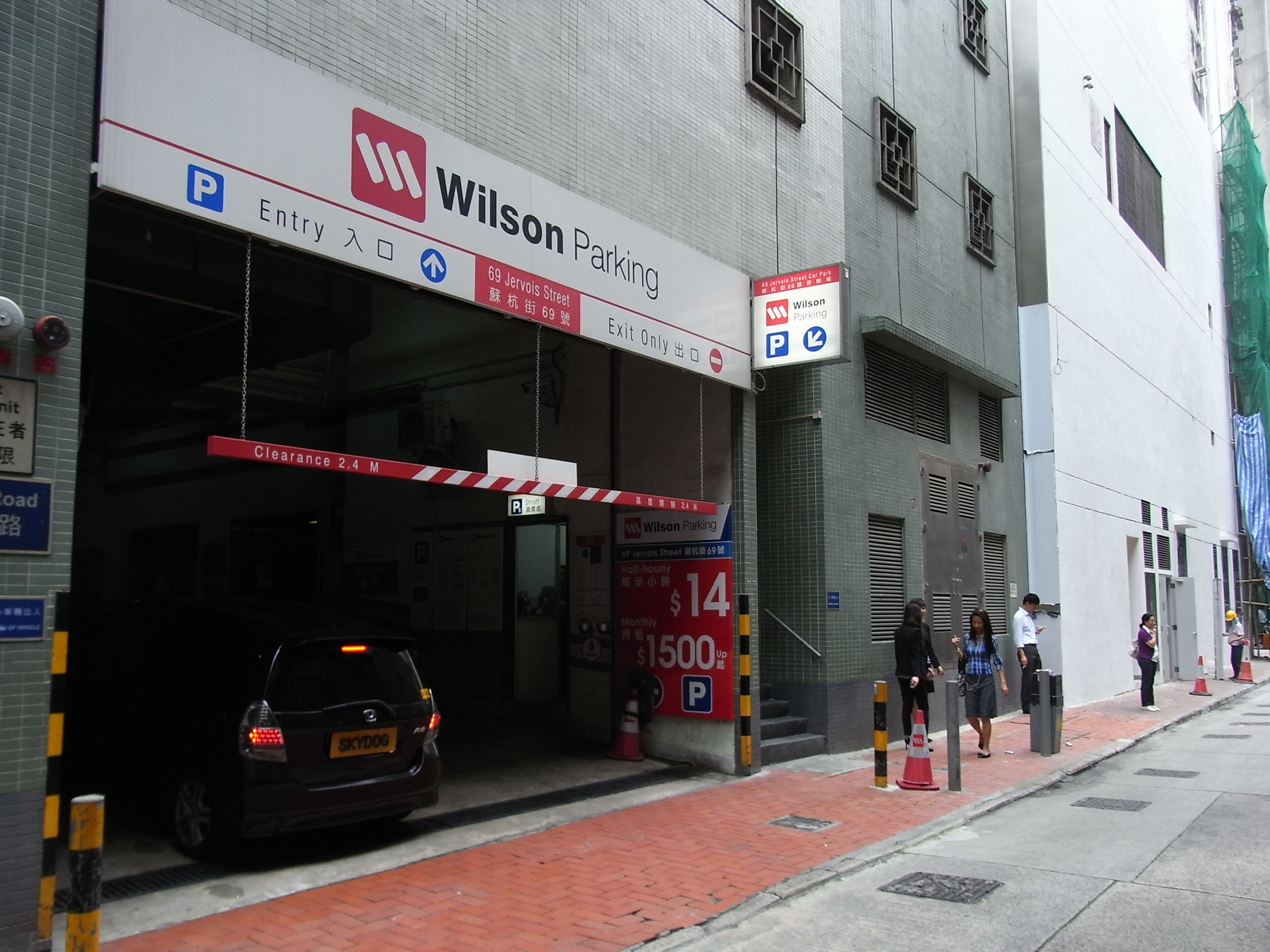
位於上環一座商業大樓的停車場

威信停車場在香港所提供的停車場管理服務包括：
- 政府
- 政府相關機構[8]
- 屋邨
- 醫院
- 高級住宅
- 機場
- 購物商場
- 商業辦公大樓
- 工業大廈
- 大專院校及大學
- 酒店
- 市場

## 服務種類
停車場服務種類包括：時租、日泊、夜泊、12小時任泊，24小時任泊，全日任泊，季泊以及月租固定車位及月租非固定車位。

## 外部連結
- 威信停車場官方網站 （页面存档备份，存于）
- 威信集團官方網站 （页面存档备份，存于）
- 新鴻基地產發展有限公司官方網站（页面存档备份，存于）